# Арцибашев, Сергей Николаевич
Серге́й Никола́евич Арциба́шев (14 сентября 1951, Калья, Североуральский горсовет, Свердловская область — 12 июля 2015, Москва) — советский и российский театральный режиссёр, актёр. Народный артист Российской Федерации (2005). Лауреат двух Государственных премий Российской Федерации (1996, 2000).

## Биография
Родился 14 сентября 1951 года в посёлке Калья Североуральского горсовета Свердловской области.
Окончил Свердловский политехникум.
В 1976 году окончил актёрское отделение Свердловского театрального училища (курс заслуженного артиста Узбекской ССР Василия Константиновича Козлова).
Из воспоминаний Владимира Бухарова, сокурсника Сергея: «… У нас был замечательный педагог — Василий Константинович Козлов, который успел выпустить всего два курса. Он умер на руках у нас с Сергеем Арцибашевым прямо посреди улицы, после репетиции нашего дипломного спектакля. Он нас учил выполнять замысел режиссёра и, по возможности, быть органичным на сцене. Ремеслу учил».
В 1981 году окончил режиссёрский факультет ГИТИСа имени А. В. Луначарского (курс Марии Осиповны Кнебель).
В 1980—1989 годах — режиссёр и актёр Московского театра на Таганке.
С 1989 по 1991 годы — главный режиссёр Московского театра комедии.
В качестве режиссёра поставил более сорока спектаклей в театрах России, СНГ и за рубежом. В кино снимался с 1980-х годов.
Был членом партии «Единая Россия».
С 1991 года по 2015 годы — основатель и художественный руководитель-директор Московского государственного «Театра на Покровке».
С 2002 по 2011 годы — художественный руководитель-директор Московского академического театра имени Владимира Маяковского.
Старшие братья — Владимир Арцибашев (1948-2021), телепродюсер, создатель шоу 50х50. Александр Николаевич Арцибашев (1949-2014), писатель.
Скончался 12 июля 2015 года от онкологического заболевания. Прощание прошло 15 июля в Центральном Доме актёра. Похоронен на Ваганьковском кладбище (43 уч.).

## Творческая деятельность

### Роли в театре
- «Мёртвые души», театр им. Маяковского
- «Евгений Онегин», театр «Новая опера»
- «Женитьба», театр им. Маяковского
- «Банкет», театр им. Маяковского
- «Орнифль», Театр сатиры

### Фильмография
- 1983 — Этот негодяй Сидоров — Василий Трофимович, начальник пионерского лагеря
- 1984 — Жестокий романс — Гуляев, банкир и заворовавшийся кассир
- 1985 — Не ходите, девки, замуж — проектировщик
- 1987 — Время летать — Сергей Туркин, встречающий
- 1988 — Защитник Седов (к/м) — Сергей Николаевич, референт
- 1988 — Долой коммерцию на любовном фронте, или Услуги по взаимности — Сергей Николаевич
- 1988 — Забытая мелодия для флейты — Алексей Акимович Икшанов (в титрах Арцыбашев)
- 1990 — Лестница — Георгий Старицкий
- 1990 — Мордашка — Костя, бывший муж Юли
- 1990 — Повесть непогашенной луны — Алексей Попов
- 1991 — Ближний круг — офицер Берии
- 1991 — Дети, бегущие от грозы (новелла «Террорист») — Лёша
- 1991 — Летучий голландец — капитан спасательного катера
- 1991 — Небеса обетованные — Кирилл, старший сын «Кати Ивановой» / Кирилл Григорьевич
- 1991 — Сказка на ночь — «Очкастый»
- 1992 — 22 июня, ровно в 4 часа… — Алексей Бабинов
- 1992 — Помнишь запах сирени… — Григорий Остапович
- 1993 — Лихая парочка — Грибов
- 1995 — Ехай! — Степан Харитонович Шмариков
- 1995 — Ширли-мырли — работник ЗАГСа
- 1999 — Незримый путешественник — генерал-адъютант Дибич
- 2000 — ДМБ — прапорщик Казаков («дикий прапор»)
- 2000 — ДМБ-002 — прапорщик Казаков
- 2001 — ДМБ-003 — прапорщик Казаков
- 2001 — ДМБ-004 — прапорщик Казаков
- 2001 — ДМБ. Снова в бою — прапорщик Казаков
- 2002 — Смотрящий вниз — Аркадий Петрович Маевский
- 2002 — Северный сфинкс — Алексей Андреевич Аракчеев, граф
- 2003 — Теория запоя — дедулик
- 2004 — Усадьба — Шура Илялин
- 2007 — 12 — десятый присяжный заседатель, демократ-правозащитник
- 2011 — Утомлённые солнцем 2 — Леонтьев («Жук»), штрафник, бывший руководитель подполья
- 2014 — Дурак — Тульский, начальник службы здравоохранения

#### Озвучивание
- 1996 — Ермак — Иван Грозный (роль Евгения Евстигнеева)

## Признание и награды
- 1992 — Заслуженный деятель искусств Российской Федерации (28 декабря 1992 года) — за заслуги в области искусства[9].
- 1996 — лауреат Государственной премии Российской Федерации (27 мая 1996 года) — за спектакли по произведениям русской классики: «Три сестры» по пьесе А. П. Чехова, «Месяц в деревне» по пьесе И. С. Тургенева, «Ревизор» по пьесе Н. В. Гоголя, «Таланты и  поклонники» по пьесе А. Н. Островского[10].
- 2000 — лауреат Государственной премии Российской Федерации (9 июня 2000 года) — за спектакль Российского государственного «Театра на Покровке» «Женитьба» по пьесе Н.Гоголя[11].
- 2005 — Народный артист Российской Федерации (7 апреля 2005 года) — за большие заслуги в области театрального искусства[12].
- 2008 — Премия Союзного государства  в области литературы и искусства[13].
- 2009 — Орден Почёта (11 декабря 2009 года) — за заслуги в развитии отечественной культуры и искусства, многолетнюю плодотворную деятельность[14].